# Rašov (Klíny)
Rašov (německy Rascha) je místní část obce Klíny v Krušných horách v okrese Most v Ústeckém kraji. Rozkládá se podél silnice II/271 z Litvínova do Klínů a dále k hraničnímu přechodu Mníšek–Deutscheinsiedel. Nachází se jižně od obce Klíny v průměrné nadmořské výšce 725 metrů, pět kilometrů severovýchodně od Litvínova.

## Název
Název vesnice je odvozen z německého příjmení Rasche odvozeného z přídavného jména rasche (rychlý, hbitý). V historických pramenech se jméno vsi objevuje ve tvarech: Rasse (1583, 1618), Rosse (1654), Rascha (1787) a Rascha (1833).

## Historie
První písemná zmínka o osadě pochází z roku 1583, kdy patřila k duchcovskému panství. Obyvatelé se živili převážně v zemědělství a lesnictví. Od 19. století někteří nacházeli obživu též v textilní manufaktuře v Horním Litvínově.
Osada slouží především chatařům a chalupářům k rekreaci. Možnosti zimní rekreace poskytuje zdejší sportovní areál, ke kterému patří čtyři lyžařské sjezdovky s vleky na východním svahu pod osadou svažujícím se do Šumného dolu.

## Přírodní poměry
Do katastrálního území Rašov u Litvínova zasahuje část přírodní památky Pekelské údolí.

## Obyvatelstvo
Při sčítání lidu v roce 1921 ve vsi žilo 75 obyvatel (z toho 35 mužů), z nichž bylo 73 Němců a dva cizinci. Kromě dvou evangelíků se hlásili k římskokatolické církvi. Podle sčítání lidu z roku 1930 měla vesnice osmdesát obyvatel německé národnosti a římskokatolického vyznání.
|                                                                | 1869 | 1880 | 1890 | 1900 | 1910 | 1921 | 1930 | 1950 | 1961 | 1970 | 1980 | 1991 | 2001 | 2011 |
| -------------------------------------------------------------- | ---- | ---- | ---- | ---- | ---- | ---- | ---- | ---- | ---- | ---- | ---- | ---- | ---- | ---- |
| Obyvatelé                                                      | 111  | 105  | 85   | 75   | 84   | 75   | 80   | 24   | 21   | 8    | 8    | 12   | 4    | 20   |
| Domy                                                           | 19   | 19   | 19   | 19   | 18   | 18   | 19   | 16   | —    | 6    | 2    | 9    | 7    | 8    |
| Počet domů z roku 1961 je zahrnut v domech místní části Klíny. |      |      |      |      |      |      |      |      |      |      |      |      |      |      |